# خار بید
خار بید (به لاتین: Khar Bid) یک منطقهٔ مسکونی در افغانستان است که در ولایت بادغیس واقع شده‌است.